# Cornet Island
Cornet Island (von englisch cornet ‚Kornett‘) ist eine Insel westlich der Antarktischen Halbinsel. Im Archipel der Biscoe-Inseln liegt sie 2,5 km nordöstlich der Insel Milnes Island entlang der Westseite des Grandidier-Kanals.
Teilnehmer der British Graham Land Expedition (1934–1937) unter der Leitung des australischen Polarforschers John Rymill nahmen eine erste Vermessung der Insel vor. Das UK Antarctic Place-Names Committee verlieh ihr 1959 in Anlehnung an ihre aus der Luft erscheinenden Form den deskriptiven Namen.